# Escuela Hebrea Rehaviah

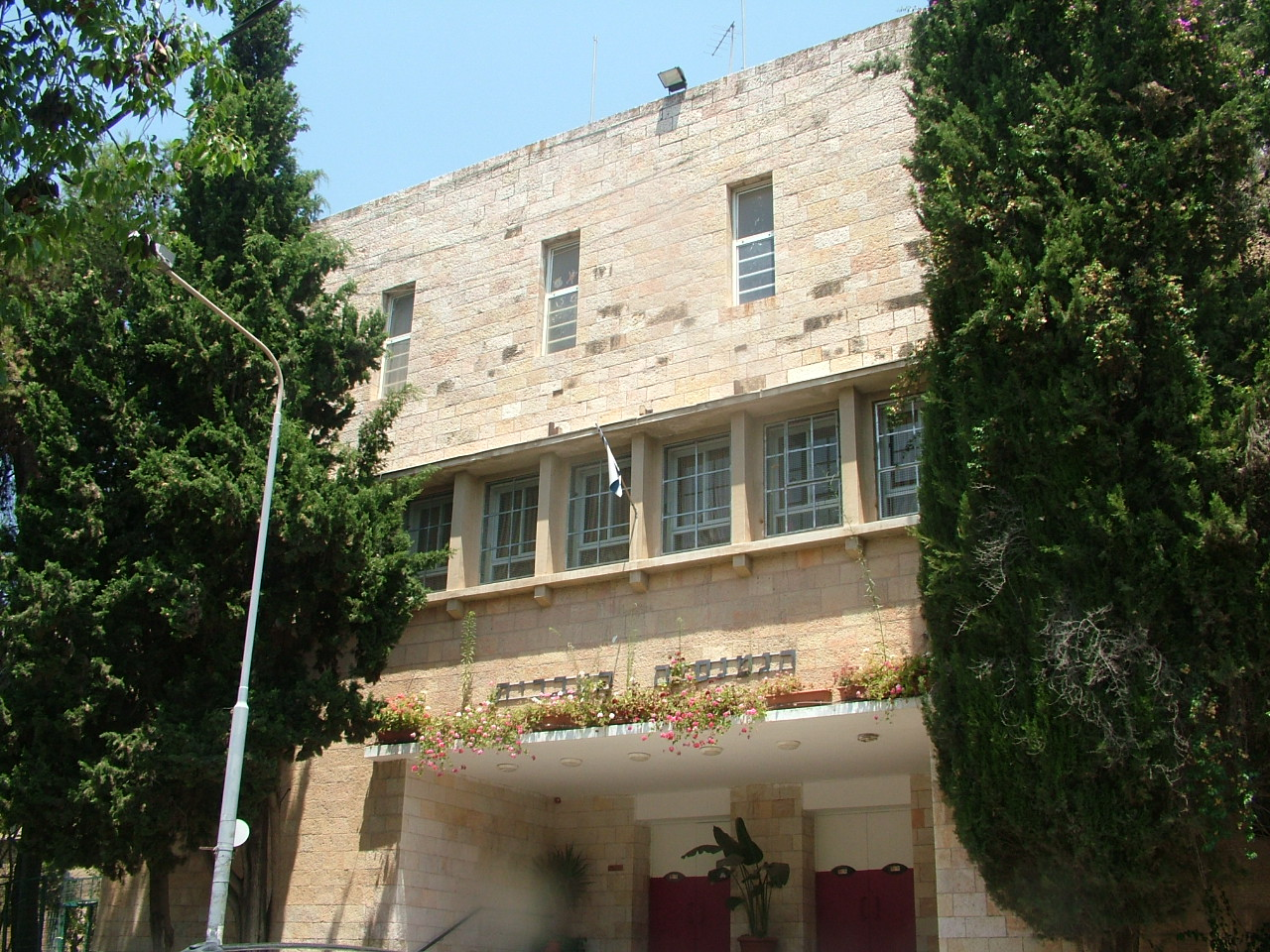
Escuela Hebrea Rehaviah, Jerusalén

Escuela Hebrea Rehavia (hebreo: הגימנסיה העברית רחביה, HaGymnasia HaIvrit Rehavia) es una antigua escuela secundaria en el barrio de Rehavia en Jerusalén, Israel.
Fue fundada el 2 de enero de 1909 (domingo 10 de Tevet 5669 del calendario hebreo), durante la segunda Aliyá. El objetivo de sus fundadores, miembros de la segunda Aliyá, era revivir la cultura hebrea. El plan de estudios incluye conocimientos generales de cultura judía, historia judía y el conocimiento del país. Con los años, la escuela se convirtió en una institución de gran importancia y sus alumnos ocuparon las funciones de liderazgo del Yishuv. Durante la Primera Guerra Mundial (1916-1918), la escuela estuvo cerrada. Reanudó sus operaciones en 1919, después de la finalización de la guerra.
Las razones para su creación fueron detalladas un mes más tarde en el periódico "HaOlam":
- En Jerusalén hay cientos de familias que desean dar a sus hijos una educación secundaria adecuada, no hay escuelas adecuadas en Jerusalén, con excepción del seminario y la Escuela de Negocios para Varones de la sociedad Ezrah (fundación cultural judía fundada en Berlín en 1901, el equivalente alemán de la Alianza Israelita Universal).
- Los padres no quieren separarse de sus hijos y enviarlos a Yaffo, los gastos de viaje y alojamiento en Yaffo también son onerosos.
- Necesario para aumentar la población judía en la ciudad.

Durante los primeros años, sólo 20 alumnos estudiaron en la escuela. Su número aumentó en 1910 y llegó a 110 en 1911.
En julio de 2009, el instituto celebró su centenario en un acto al que asistieron varias generaciones de exalumnos, muchos de los cuales son figuras principales en la sociedad israelí actual.

## Notables exalumnos
- Amos Oz
- Naomi Ben-Ami

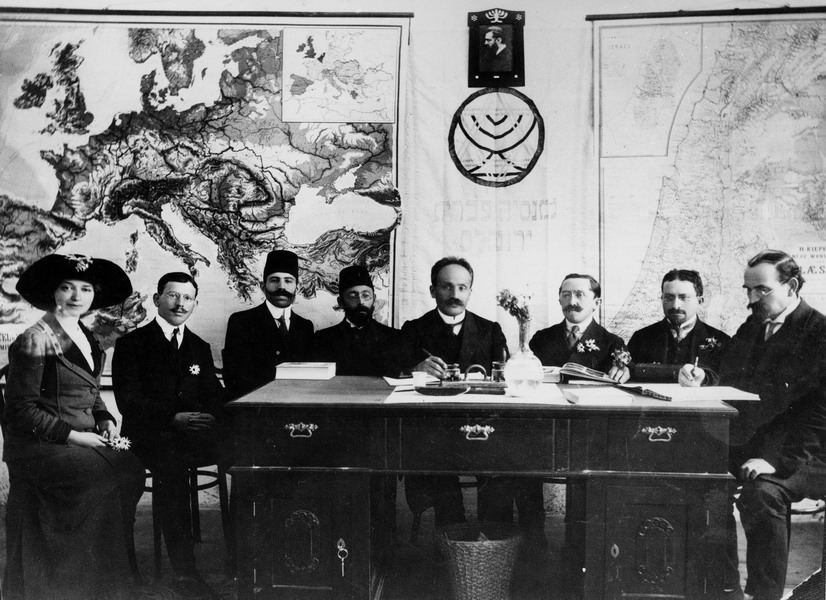
Fundadores de la Escuela Hebrea Rehaviah

- Yitzjak Ben-Zvi - 2º presidente de Israel
- A.B. Yehoshua
- Dan Meridor
- Salai Meridor
- Yigael Yadin - Ramatcal de las FDI
- Reuven Rivlin
- Nahman Shai
- Chemi Shalev
- Uzi Narkis - General  de las FDI
- Rehavam Zeevi
- Yigael Yadin
- Efraim Katzir - 4º presidente de Israel
- Yonatan Netanyahu - Teniente coronel de las FDI - Comandante de la Operación Entebbe
- Matan Vilnai

## Directores
- Shlomo Miller - 1911-1922
- Dr. Moshe Kelvuri - 1923
- Dr. José Mohilever - 1924-1942
- Dr. Abraham Bartana - 1942-1956
- Zebulon Thohmne - 1956 a 1971
- Michael Samuel - 1972 a 1987
- Arie Rogel - 1988 a 1991
- Udi Praver - 1992-2001
- David Gal - 2002 hasta la fecha.